# Тридцять три (фільм)
«Тридцять три» (рос. «Тридцать три») — російський радянський художній фільм грузинського кінорежисера Георгія Данелія (1965). Фільм у широкий прокат на території СРСР вийшов лише в 1988 році.

## Сюжет
Зубний лікар провінційного міста Верхніє Ямкі зробив несподіване наукове відкриття, виявивши в порожнині рота пацієнта Івана Сергійовича Травкіна тридцять третій зуб. Травкіна, якого хвилював зубний біль, повезли в Москву. Іван Сергійович стає спочатку пацієнтом психлікарні (завдяки заздрісникам), а потім — героєм наукової міжнародної конференції і, нарешті, пацієнтом професора-стоматолога Брука.

## Художня цінність
У 1965 році стрічка, вийшовши в прокат, не затрималася в ньому і двох тижнів. Розповідають, що тодішній секретар ЦК КПСС з ідеології Михаїл Суслов, побачивши у фільмі кортеж автомашин у супроводі ескорту мотоциклістів, узрів у цьому пародію на зустріч космонавтів і наказав прибрати цей «наклеп на нашу соціалістичну дійсність». Георгій Данелія відмовився вирізати ці кадри, і тоді фільм вилучили з широкого прокату. За іншою версією, фільм вилучено з прокату після листів комуністичних кіноцензорів, обурених знущальним показом сцен загибелі космонавта і мітингу біля його пам'ятника.

## Актори
- Євген Леонов —  Травкін Іван Сергійович
- Любов Соколова — Люба Травкіна, дружина
- Нонна Мордюкова — Пристяжнюк Галина Петрівна, керівник Облохоронвідділу
- Віктор Авдюшко — водолаз Михайло, друг Травкіна
- Інна Чурікова — Розочка Любашкіна
- В'ячеслав Невинний — Василь Любашкін
- Фрунзік Мкртчян — професор Брук, який займався вивченням Марса
- Маргарита Гладунко — Фрося, працівниця заводу безалкогольних напоїв
- Савелій Крамаров — Родіон Хомутов, поет
- Микола Парфьонов — Прохоров
- Аркадій Трусов — Іванов Анатолій Петрович
- Георгій Світлані — Митрич, працівник заводу безалкогольних напоїв
- Геннадій Ялович — Аркадій Борисович Шереметьєв, дантист
- Микола Данелія — син Травкіних
- Валентин Шариков — старший син Травкіних
- Борис Лавров — зубний лікар
- В. Лавров — в епізоді
- Іван Турченков — учасник хору заводу безалкогольних напоїв маленького зросту
- Володимир Басов — Директор обласного музею, який полював на череп Травкіна
- Володимир Кузнєцов — Ігор Безродний, фотокореспондент з газети
- Надія Самсонова — гостя у Любашкіних, спостерігає за ловлею рибок
- Валентина Ананьїна — гостя у Любашкіних, спостерігає за ловлею рибок
- Марія Виноградова — Раїса Яковлівна, зубний лікар
- Павло Віннік — Валентин Іванович, головний лікар психіатричної лікарні, у титрах не зазначений
- Людмила Іванова — Горіна, голова комісії по підрахунку зубів
- Клавдія Козленкова — покоївка
- Юрій Лавров — в епізоді
- Сергій Мартінсон — Валентин Петрович, батько Розочки
- Данило Нєтрєбін — член комісії по підрахунку зубів
- Алевтина Рум'янцева — помічник режисера на телебаченні
- Ілля Рутберг — помічник Брука, в титрах не зазначений
- Юрій Саранцев — таксист
- Світлана Світлична — Ніна Свєтлова, телеведуча
- Ірина Скобцева — Віра Федорівна, лікар-психіатр
- Олександр Соколов — Олександр Федорович, професор стоматології
- Інна Фьодорова — санітарка
- Микола Шацький — в епізоді
- Петро Щербаков — Віктор Вікторович, письменник, пише про форму і зміст
- Дмитро Жабицький — конферансьє
- Ксенія Козьміна — в епізоді
- Юлія Діоши — репортер на стадіоні
- Євген Козаков — помічник Брука
- О. Молокієнко — в епізоді
- Валерій Прохоров — в епізоді
- Зоя Русіна — жінка у довідковому бюро
- Лія Хонга — іноземка
- О. Юр'єв — в епізоді

## Цікаві факти
- Починаючи з цього фільму, в кожному фільмі Георгія Данелія, де знімався Євген Леонов, включаючи «Кін-дза-дза!», у тому чи іншому вигляді звучить пісня «На речке»:рос. «На речке, на речке, на том бережочке мыла Марусенька белые ножки...».
- Частину знімального процесу пройшла в місті Ростов Ярославської області.